# Anadoras weddellii
Anadoras weddellii är en fiskart som först beskrevs av Castelnau, 1855.  Anadoras weddellii ingår i släktet Anadoras och familjen Doradidae. Inga underarter finns listade i Catalogue of Life.

## Bildgalleri

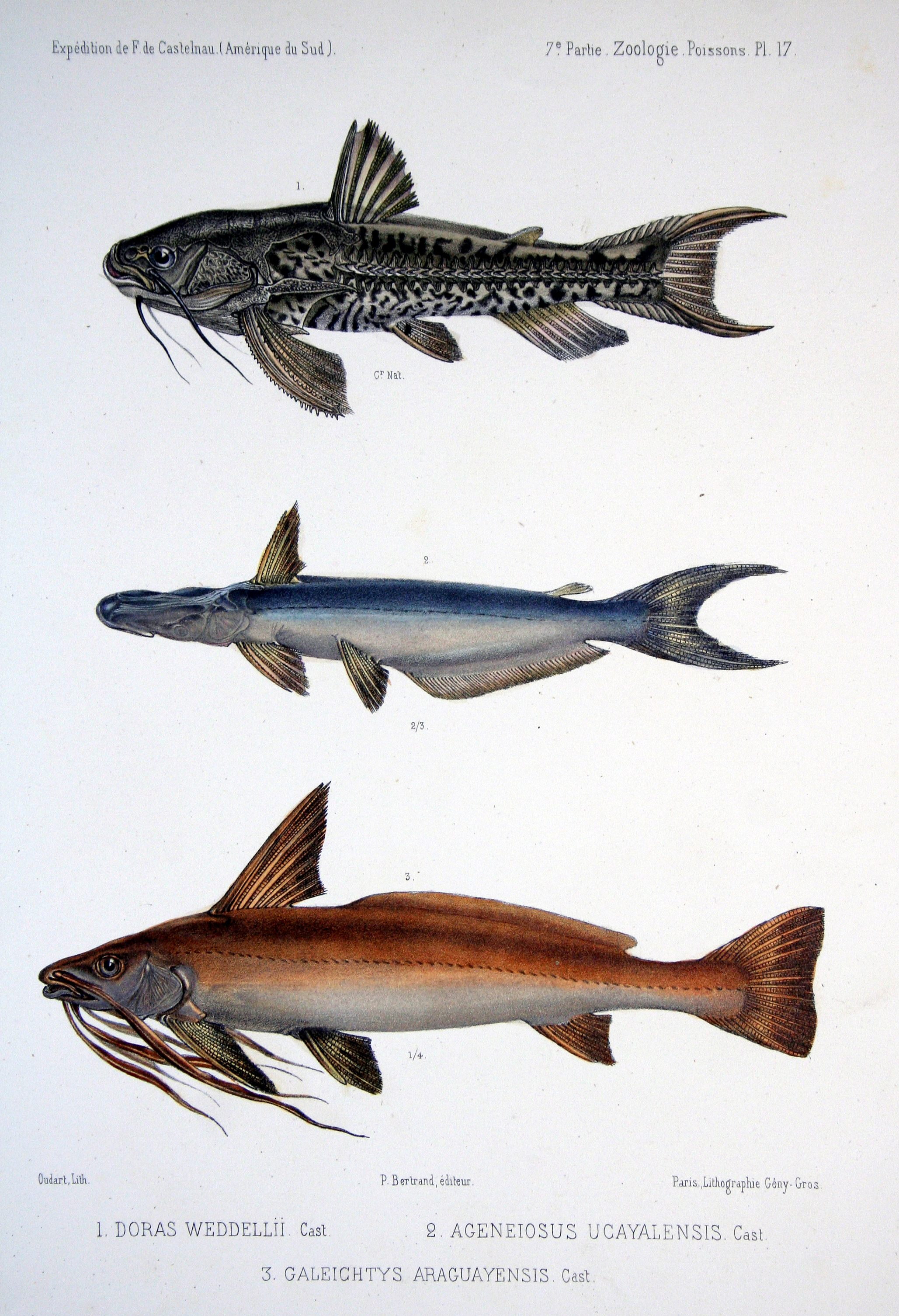